# Venera-D
A sonda Venera-D (Венера-Д) é um projeto espacial russo de exploração de Vênus, que será lançada em 2026 ou 2031. A sonda Venera-D se inspira na missão norte-americana Magellan, porém usará um sistema de radar de maior potência. A Venera-D pretende também localizar lugares para próximas aterrissagens sobre a superfície do planeta. O projeto foi aprovado em 22 de Outubro de 2005, pelo decreto No. 635, a desenvolver entre 2006 e 2016.
A Venera-D é o primeiro projeto espacial russo relacionado com o planeta Vênus (deixando de lado o Programa Venera e as sondas Vega 1 e 2 lançadas pela antiga União Soviética). A Venera-D pretende servir de modelo experimental a uma nova geração de sondas russas destinadas à investigação de Vênus, que culminarão com módulos de descida e aterrissagem capazes de suportar as condições adversas da atmosfera venusiana. Está previsto que a Venera-D será lançada a bordo do foguete Proton, porém também é possível que se empregue um foguete Angara, ainda em fase de desenvolvimento e será muito mais potente.
A Venera-D forma parte de um programa de renovação da indústria espacial da Rússia, junto à missão Fobos-Grunt, a primeira sonda russa à Marte após o fracasso da Mars 96.